# Hispanognatha guttata
Hispanognatha guttata is een spinnensoort in de taxonomische indeling van de strekspinnen.
Het dier behoort tot het geslacht Hispanognatha. De wetenschappelijke naam van de soort werd voor het eerst geldig gepubliceerd in 1945 door Bryant.